# System socjalistyczny częściowo zreformowany
System socjalistyczny częściowo zreformowany – inaczej hybrydowy, powstał z systemu nakazowo–rozdzielczego. Jego źródeł należy szukać na Węgrzech, a także w Polsce oraz w Chinach w latach osiemdziesiątych. Przyczyną powstania tego systemu była próba reform rynkowych, które jednak nie zostały przeprowadzone do końca ze względu na ograniczenia administracyjnej regulacji centralnej. Cechą naczelną systemu jest nadal utrzymująca się własność państwowa.
Istotne zmiany dotyczą położenia przedsiębiorców. Pojawia się możliwość przekształcenia przedsiębiorstw państwowych w spółki z ograniczoną odpowiedzialnością lub akcyjne. Do udziału w gospodarce zostaje dopuszczony kapitał zagraniczny, dlatego w systemie socjalistycznym częściowo zreformowanym powstają przedsiębiorstwa z kapitałem mieszanym. Dominującą tendencją jest obsadzanie na stanowiskach prezesów osób pochodzących z aparatu władzy. Równocześnie rozwija się sektor przedsiębiorstw prywatnych. Z kolei przedsiębiorstwa państwowe otrzymują samodzielność w dziedzinie planowania działalności bieżącej. Rząd nadal ustala wieloletni plan gospodarczy, ale zatwierdzenie planu należy do prezesów oraz dyrektorów przedsiębiorstw. Władza w zamian żąda jednak przedstawienia dodatnich wyników w postaci zysku. Przedsiębiorstwa państwowe wzrost własnego funduszu płac próbują osiągnąć najczęściej przez podnoszenie cen swoich produktów. Dla kontrastu przedsiębiorstwa prywatne opierają się na zasadzie 3S: samodzielność, samorządność, samofinansowanie.
Podział dochodu cały czas zależy od regulacji centralnej, ale coraz częściej do głosu zaczynają dochodzi różne grupy nacisku i środowiska domagające się podwyżek bądź lepszego traktowania.
Ceny określane są za pomocą formuły kosztowej. Cena części podstawowych środków konsumpcyjnych ustalana jest wciąż administracyjnie. Cena towaru stanowi sumę kosztów produkcji powiększoną o z góry narzucone podatki, marżę zysku oraz marże organizacji handlowych zajmujących się sprzedażą. Jeśli na rynku brak konkurentów, to do ceny można doliczyć koszty wynikające z marnotrawstwa i złej organizacji pracy. W przypadku gdy cena produktu nie pokrywa tych kosztów, producent domaga się dotacji z budżetu, co zapoczątkowuje spiralę wzrostu płac, cen, dotacji budżetowych, deficytu budżetowego, a w konsekwencji tempa inflacji. W wyniku braku równowagi i łatwego do osiągnięcia statusu monopolisty mechanizm rynkowy nie działa prawidłowo.
Utrzymująca się reglamentacja znaczącej części obrotu zawęża funkcje pieniądza. Rynek jest w dalszym ciągu niezrównoważony.
Ze względu na brak wykształconego rynku kapitałowego, stopy procentowe oraz kursy walut ustala się administracyjnie. W wyniku tego stopa procentowa oraz kurs walutowy nie spełniają odpowiednio swoich zadań.
W systemie hybrydowym pojawiają się również nowe partie polityczne oraz związki zawodowe. Ze względu na polityczne i gospodarcze niespójności systemu rząd państwa przestaje panować nad sytuacją ekonomiczną. Nie może sobie poradzić z gasnącą produkcją, rosnącą inflacją oraz żądaniami pracowników. Jest to jedna z przyczyn kształtowania się nowego systemu społeczno-ekonomicznego. Jednym z największych problemów pozostających do rozwiązania jest kwestia własności i prywatyzacja.